# Mahmud an-Naszif
Mahmud an-Naszif (hebr.: מחמוד א-נאשף, arab.: محمود الناشف, ang.: Mahmud A-Nashaf, Mahmud Al-Nashaf ur. 1906 w At-Tajjibie, zm. 10 listopada 1979) – izraelski polityk narodowości arabskiej, w latach 1959–1961 poseł do Knesetu z listy ugrupowania Rolnictwo i Rozwój.

## Życiorys
Urodził się w 1906 w At-Tajjibie w ówczesnym Imperium Osmańskim (obecnie Izrael).
Został politykiem ugrupowania Rolnictwo i Rozwój, jednej z arabskich partii związanych z Partią Robotników Ziemi Izraela (Mapai) premiera Dawida Ben Guriona. Był członkiem rady miejskiej At-Tajjiby, a następnie jej przewodniczącym.
Z listy Rolnictwa i Rozwoju po raz pierwszy i jedyny uzyskał mandat poselski w wyborach w 1959, jako jedyny przedstawiciel partii. W czwartym Knesecie zasiadał w dwóch komisjach parlamentarnych: budownictwa oraz edukacji i kultury. W przyśpieszonych wyborach w 1961 utracił miejsce w Knesecie.
Zmarł 10 listopada 1979.